# Carlos Luna
Carlos Ariel Luna (Piquillín, Córdoba; 17 de enero de 1982) es un exfutbolista argentino que se desempeñaba como delantero. Es el segundo máximo goleador de la historia de Tigre con 113 goles.

## Trayectoria
Carlos Luna surgió de las divisiones inferiores de Deportivo Español y luego pasó por All Boys, en donde anotó 19 tantos en 39 partidos. Más tarde llegó a Tigre de la mano de Ricardo Caruso Lombardi, donde marcó 24 goles durante la temporada que disputó con esa camiseta. Con el equipo Matador fue bicampeón de Primera B. Esta gran temporada le dio la posibilidad de jugar en Racing Club. Luego de una temporada sin lograr continuidad pasó a Quilmes, donde llegó a tener buenas actuaciones. Luego pasó al Elche Club de Fútbol de la Segunda División de España.
Regresó al club de Victoria, ya ascendido a Primera División, donde consiguió el primer puesto y posterior subcampeonato en el Apertura 2008. Durante el Clausura 2009 logró una de sus mejores marcas marcando 11 goles.
Tras el Clausura 2010 fue transferido a Liga de Quito, equipo con el que se consagró campeón del campeonato local.
Fue cedido a Tigre, volviendo así por tercera vez al club donde es ídolo. En el Clausura 2012 terminó como goleador del torneo con 12 anotaciones. Convirtió el 41% de los goles para su equipo.
Se convirtió en nuevo jugador de River Plate, firmando por tres temporadas después de que este le comprara el 50% de su pase a mediados de 2012. Hizo su primer gol en la victoria por 4-0 ante Arsenal de Sarandí marcando el segundo del encuentro.
Tras la llegada de Teófilo Gutiérrez a los de Nuñez, cuando finalizaba el mes de julio del año 2013, el Chino firmó con el Rosario Central. Recaló en Rosario para continuar su carrera bajo la dirección técnica de Miguel Ángel Russo. En su debut en el equipo rosarino, marcó un doblete para la victoria frente a Quilmes. A mediados del 2014 retornó a Tigre.
En 2019 fue fundamental en la obtención del primer título en la máxima categoría en el club dónde es ídolo.

## Clubes
| Club            | País      | Año       |
| --------------- | --------- | --------- |
| All Boys        | Argentina | 2001-2002 |
| San Lorenzo     | Argentina | 2003      |
| Racing Club     | Argentina | 2004      |
| Quilmes         | Argentina | 2005-2006 |
| Tigre           | Argentina | 2007-2010 |
| Liga de Quito   | Ecuador   | 2010-2011 |
| Tigre           | Argentina | 2011-2012 |
| River Plate     | Argentina | 2012-2013 |
| Rosario Central | Argentina | 2013-2014 |
| Tigre           | Argentina | 2015-2021 |

## Estadísticas

### Clubes
| Club | Div                 | Temporada           | Liga  | Liga  | Copas nacionales(1) | Copas nacionales(1) | Torneos internacionales(2) | Torneos internacionales(2) | Total | Total | Media goleadora(4) |
| Club | Div                 | Temporada           | Part. | Goles | Part.               | Goles               | Part.                      | Goles                      | Part. | Goles | Media goleadora(4) |
| --- | ------------------- | ------------------- | ----- | ----- | ------------------- | ------------------- | -------------------------- | -------------------------- | ----- | ----- | ------------------ |
| Deportivo Español Argentina | 3.ª                 | 2000-01             | ?     | 0     | —                   | —                   | —                          | —                          | ?     | 0     |                    |
| Deportivo Español Argentina | 3.ª                 | 2001-02             | ?     | 5     | —                   | —                   | —                          | —                          | ?     | 5     |                    |
| Deportivo Español Argentina | 2.ª                 | 2002-03             | 30    | 3     | —                   | —                   | —                          | —                          | 30    | 3     | 0,10               |
| Deportivo Español Argentina | Total club          | Total club          | 51    | 8     | 0                   | 0                   | 0                          | 0                          | 51    | 8     | 0.16               |
| All Boys Argentina | 3.ª                 | 2003-04             | 39    | 19    | —                   | —                   | —                          | —                          | 39    | 19    | 0,48               |
| CA Tigre Argentina | 3.ª                 | 2004-05             | 38    | 24    | —                   | —                   | —                          | —                          | 38    | 24    | 0,63               |
| Racing Club Argentina | 1.ª                 | 2005-06             | 21    | 1     | —                   | —                   | —                          | —                          | 21    | 1     | 0,05               |
| Quilmes AC Argentina | 1.ª                 | 2006-07             | 23    | 8     | —                   | —                   | —                          | —                          | 23    | 8     | 0,35               |
| Elche CF · España | 2.ª                 | 2007-08             | 26    | 4     | —                   | —                   | —                          | —                          | 26    | 4     | 0,15               |
| CA Tigre Argentina | 1.ª                 | 2008-09             | 37    | 18    | —                   | —                   | —                          | —                          | 37    | 18    | 0.49               |
| CA Tigre Argentina | 1.ª                 | 2009-10             | 36    | 14    | —                   | —                   | 2                          | 0                          | 38    | 14    | 0,41               |
| CA Tigre Argentina | Total 2.ª etapa     | Total 2.ª etapa     | 73    | 32    | 0                   | 0                   | 2                          | 0                          | 75    | 32    | 0.43               |
| Liga de Quito · Ecuador | 1.ª                 | 2010                | 21    | 6     | —                   | —                   | 7                          | 2                          | 28    | 8     | 0.29               |
| Liga de Quito · Ecuador | 1.ª                 | 2011                | 7     | 0     | —                   | —                   | 4                          | 1                          | 11    | 1     | 0.09               |
| Liga de Quito · Ecuador | Total club          | Total club          | 28    | 6     | 0                   | 0                   | 11                         | 3                          | 39    | 9     | 0.23               |
| CA Tigre Argentina | 1.ª                 | 2011-12             | 37    | 16    | —                   | —                   | —                          | —                          | 37    | 16    | 0,43               |
| River Plate Argentina | 1.ª                 | 2012-13             | 25    | 6     | 1                   | 0                   | —                          | —                          | 26    | 6     | 0,23               |
| Rosario Central Argentina | 1.ª                 | 2013-14             | 31    | 5     | —                   | —                   | —                          | —                          | 31    | 5     | 0,16               |
| CA Tigre Argentina | 1.ª                 | 2014                | 18    | 7     | —                   | —                   | —                          | —                          | 18    | 7     | 0,39               |
| CA Tigre Argentina | 1.ª                 | 2015                | 29    | 8     | 2                   | 1                   | 2                          | 1                          | 33    | 10    | 0,34               |
| CA Tigre Argentina | 1.ª                 | 2016                | 11    | 1     | 1                   | 0                   | —                          | —                          | 12    | 1     | 0,10               |
| CA Tigre Argentina | 1.ª                 | 2016-17             | 29    | 12    | 1                   | 1                   | —                          | —                          | 30    | 13    | 0,48               |
| CA Tigre Argentina | 1.ª                 | 2017-18             | 16    | 2     | —                   | —                   | —                          | —                          | 16    | 2     | 0,15               |
| CA Tigre Argentina | 1.ª                 | 2018-19             | 10    | 2     | 4                   | 2                   | —                          | —                          | 14    | 4     | 0,29               |
| CA Tigre Argentina | 2.ª                 | 2019-20             | 19    | 4     | —                   | —                   | 3                          | 0                          | 22    | 4     | 0,19               |
| CA Tigre Argentina | 2.ª                 | 2020                | 5     | 0     | —                   | —                   | —                          | —                          | 5     | 0     | 0,00               |
| CA Tigre Argentina | Total 4.ª etapa     | Total 4.ª etapa     | 137   | 36    | 8                   | 4                   | 5                          | 1                          | 150   | 41    | 0.27               |
| CA Tigre Argentina | Total club          | Total club          | 285   | 108   | 8                   | 4                   | 7                          | 1                          | 300   | 113   | 0.38               |
| Total en su carrera | Total en su carrera | Total en su carrera | 529   | 165   | 9                   | 4                   | 18                         | 4                          | 556   | 173   | 0.31               |
| Última actualización: 15 de febrero de 2020. 1 Incluye la Copa del Rey y la Copa Argentina. 2 Incluye la Copa Libertadores y la Copa Sudamericana. |                     |                     |       |       |                     |                     |                            |                            |       |       |                    |

Fuente: Footballdatabase.eu y Fichajes.com

## Palmarés

### Campeonatos nacionales
| Título                  | Club              | País      | Año     |
| ----------------------- | ----------------- | --------- | ------- |
| Primera B Metropolitana | Deportivo Español | Argentina | 2001/02 |
| Primera B Metropolitana | CA Tigre          | Argentina | A-2004  |
| Primera B Metropolitana | CA Tigre          | Argentina | C-2005  |
| Serie A                 | Liga de Quito     | Ecuador   | 2010    |
| Copa de la Superliga    | CA Tigre          | Argentina | 2019    |

### Campeonatos internacionales
| Título              | Club          | Sede    | Año  |
| ------------------- | ------------- | ------- | ---- |
| Recopa Sudamericana | Liga de Quito | Quilmes | 2010 |

## Distinciones individuales
| Distinción                                     | Año  |
| ---------------------------------------------- | ---- |
| Máximo goleador de Primera B (19 goles)        | 2005 |
| Máximo goleador de Primera División (12 goles) | 2012 |